# Redut (Kolozsvár)
A kolozsvári Redut a város egyik műemléképülete a belvárosban, az Unió utca (Monostor, Belső Monostor, Bel-Monostor, Regele Mihai, 30 Decembrie, Memorandumului utca) déli oldalán. A romániai műemlékek jegyzékében a CJ-II-m-B-07407 sorszámon szerepel.
Az épületben található az 1928-ban alapított Erdélyi Néprajzi Múzeum, több mint 50 000 darabos gyűjteményével, amely népviseleteket, kézimunkákat, fafaragványokat, kerámiákat, munkaeszközöket és népi bútorokat tartalmaz.

## Története
A 18. században a „Fejér Lóhoz címzett” fogadó állt ezen a telken. 1791-ben II. József rákényszerítette a városi tanácsot, hogy az épületet adják át katonai iskola céljára. A császár halála után, a katonai nevelőintézetet Tordára költöztették, és 1794 őszén a város visszakapta a fogadót, amelyet a kor igényeinek megfelelően átépítettek, s ma is látható homlokzata 1798-ra készült el. Az udvarban folyó munkálatok még 1810-ben is tartottak, a vendéglőt öt éve bérlő Josef Leder – egyszemélyes – tervező-kivitelezőként egy hátsó udvari szárnyat is felépített. Az új falrésszel immár teljesen körbeépített udvar úgy nézett ki, mint egy kvadrum, egy kolostori udvar. 
A téli mulatságokra szánt „Redoute-szála” 1808-ban készült el. A karzatos bálterem akár ezer ember fogadását is lehetővé tette. Az épület érdekessége a tetőzetre épített kis torony, amely már messziről jól látható és jellegzetes ismertetőjegyévé vált. Itt helyezték el az 1843-ban lebontott Monostori-kapu óráját, amelyhez egy városi legenda is fűződik. Ezt Nagy Péter, az „O, kedves Kolozsvár” című munkájában is megörökítette: „Hajdan hangosan jelezte az időt a torony fedelére kitett óraharang. Éles, keserves hangon rikoltotta be a városba az órák számát. Az a legenda erről a harangról, hogy hajdan a Szent Mihály-székesegyháznak volt lélekharangja és jelentette, sok más közt, a Báthory Zsigmond áldozatainak halálát is. Lehet, ennek a véres eseménynek iszonyú emlékét őrizte keserves, éles hangja. Újra és újra, minden ütésnél átélte azt a borzalmat, ami akkor elfogta.”
A Redutban rendezte be vívóiskoláját Gaetano Biasini. Neki köszönhetően vált divatossá a városban a 19. század első felében a vívás. Biasini tanítványa volt többek között Bölöni Farkas Sándor, gróf Kendeffy Ádám, gróf Béldi Ferenc, báró Jósika Lajos és ifj. gróf Wesselényi Miklós. Az épületben szabóüzlet is működött, valamint itt alapította Walser Ferenc „első magyar gép- és tűzoltószerek gyárát”. 1826-ban, mivel a városháza épülete használhatatlanná vált, a gyűléseket az új városháza felépültéig itt tartották.
A díszes, két emelet magasságú karzatos bálterem számos nevezetes történelmi és kulturális esemény színhelye volt:
- 1819-ben a Zenekonzervatórium elődjének, a „Muzsika Egyesület”-nek a létrehozása
- 1841–1843-as országgyűlés
- 1859. november 23–26-án itt tartotta az alakuló ülését az Erdélyi Múzeum-Egyesület. A Magyar Tudományos Akadémiát Eötvös József képviselte.
- 1846 novemberében és 1879 márciusában Liszt Ferenc koncertje
- 1874 decemberében Szathmáry Pap Károly festménykiállítása
- 1879 szeptemberében Johannes Brahms és Joachim József koncertje
- 1885. április 12-én Haller Károly kezdeményezésére megalakult az Erdélyi Magyar Közművelődési Egyesület (EMKE)
- 1897 januárjában bemutatták Auguste és Louis Lumière találmányát, a „kinematográfot”

1848. május 30-án ebben az épületben mondták ki a Tekintetes Karok és Rendek az Uniót, vagyis Magyarország és Erdély egyesítését. A várost Groisz Gusztáv főbíró és Gyergyai Ferenc jegyző képviselte. Ugyanitt zajlott 1894 májusában az erdélyi románság politikai vezetői ellen indított Memorandum-per. Mind a két esemény tiszteletére készült emléktábla. A Fadrusz János tervezte, Unióra emlékezőt 1898-ban helyezték el a kapuzat melletti falszakaszon. Helyén most a Memorandum-perre figyelmeztető bronztábla olvasható.
1925. február 2-án a városi tanács 25 évre kiadta a Redut épületét a hadseregnek, ahol tiszti kaszinót létesítettek. A Kismester utcáig terjedő hátsó szárnyát 1935–1937-ben lebontották, és helyébe építették a ma is működő iskolát (Ioan Bob Iskola). 1958 júniusában az Erdélyi Néprajzi Múzeumot a Sétatérről a Redut épületébe helyezték át.
2011-ben háromnyelvű emléktáblát (Kolozsi Tibor munkája) helyeztek el az épületen, annak emlékére, hogy itt koncertezett Liszt Ferenc 1846-ban és 1879-ben.